# Thanvillé
Thanvillé – miejscowość i gmina we Francji, w regionie Grand Est, w departamencie Dolny Ren.
Według danych na rok 1990 gminę zamieszkiwały 442 osoby, a gęstość zaludnienia wynosiła 231 osób/km² (wśród 903 gmin Alzacji Thanvillé plasuje się na 502. miejscu pod względem liczby ludności, natomiast pod względem powierzchni na miejscu 674.).